# Anabasis salsa
Anabasis salsa là loài thực vật có hoa thuộc họ Dền. Loài này được (C.A.Mey.) Benth. ex Volkens mô tả khoa học đầu tiên năm 1893.